# Antonello Grimaldi
Antonello Grimaldi, all'anagrafe Antonio Luigi Grimaldi (Sassari, 14 agosto 1955), è un regista, attore e sceneggiatore italiano.

## Biografia
Appartenente alla nobile famiglia italiana dei Grimaldi. Laureato in Giurisprudenza nell'ateneo della sua città natale, nel 1981 si trasferisce a Roma dove frequenta la Scuola di cinema Gaumont. Successivamente ha insegnato Storia dello Spettacolo all'Accademia delle Belle Arti di Sassari. Nel 1983 ha preso parte al film a episodi Juke box. Ha esordito con un lungometraggio dal titolo Nulla ci può fermare del 1990. Nel 1995 dirige un nutrito cast in Il cielo è sempre più blu. Nel 1998 è “Collaboratore alla regia” nel film di Luciano Ligabue Radiofreccia, dove compare anche (non accreditato) nei panni di un carabiniere quando viene ritrovato il corpo di Freccia.
Nello stesso periodo lavora come attore in Ecco fatto e Come te nessuno mai di Gabriele Muccino e nel discusso Guardami di Davide Ferrario, presentato alla 56ª Mostra internazionale d'arte cinematografica di Venezia nel 1999. Nello stesso anno dirige Claudio Bisio in Asini, seguito nel 2000 da Un delitto impossibile e nel 2008 da Caos calmo, tratto dall'omonimo romanzo di Sandro Veronesi ed interpretato da Nanni Moretti. Nel 2019 ritorna al cinema dopo undici anni con la commedia Restiamo amici, tratta dal romanzo Si può essere amici per sempre di Bruno Burbi e interpretato principalmente da Michele Riondino, Alessandro Roja e Violante Placido.

## Filmografia

### Regista

#### Cinema
- Juke box, episodio La ricerca, co-regìa con Enzo Civitareale e Michele Scura (1983)
- Nulla ci può fermare (1989)
- Il cielo è sempre più blu (1996)
- Radiofreccia (1998) – collaboratore alla regia
- Asini (1999)
- Un delitto impossibile (2000)
- Caos calmo (2008)
- L'età dell'oro (2008)
- Restiamo amici (2018)

#### Televisione
- Distretto di Polizia – serie TV, 33 episodi (2000-2007)
- Gli insoliti ignoti – film TV (2003)
- Le stagioni del cuore – miniserie TV (2004)
- La moglie cinese – miniserie TV (2006)
- Il mostro di Firenze – miniserie TV (2009)
- L'amore non basta (quasi mai...) – miniserie TV (2011)
- Il commissario Zagaria (2011) – miniserie TV
- Baciato dal sole – miniserie TV (2016)
- La dottoressa Giò – serie TV, 8 episodi (2019)

### Attore

#### Cinema
- Nirvana, regia di Gabriele Salvatores (1997)
- Ecco fatto, regia di Gabriele Muccino (1998)
- Come te nessuno mai, regia di Gabriele Muccino (1999)
- Guardami, regia di Davide Ferrario (1999)
- Il caimano, regia di Nanni Moretti (2006)

#### Televisione
- Distretto di Polizia 3 – serie TV, episodio 3x23 (2002)
- Boris – serie TV, 4 episodi (2008)
- Il mostro di Firenze, regia di Antonello Grimaldi – miniserie TV (2009)

### Sceneggiatore
- Nulla ci può fermare (1989)